# Eleccions legislatives neerlandeses de 2003
Les eleccions legislatives neerlandeses de 2003 se celebraren el 22 de gener de 2003, per a renovar els 150 membres de la Tweede Kamer. La cambra es va dissoldre a causa de la falta d'entesa amb la Llista Pim Fortuyn per a governar. Va vèncer la Crida Demòcrata Cristiana del primer ministre Jan Peter Balkenende, mentre que la Llista Pim Fortuyn es va enfonsar estrepitosament, i finalment formarà govern amb el PvdA i D66.
| ←Eleccions de 2002 Resultats, 2003 →Eleccions de 2006 |                                                       |                      |           |      |        |
| Partit                                                | Partit                                                | Líder                | Vots      | %    | Escons |
|                                                       | Crida Demòcrata Cristiana (CDA)                       | Jan Peter Balkenende | 2.763.480 | 28,6 | 44     |
|                                                       | Partit del Treball (PvdA)                             | Wouter Bos           | 2.631.363 | 27,3 | 42     |
|                                                       | Partit Popular per la Llibertat i la Democràcia (VVD) | Gerrit Zalm          | 1.728.727 | 17,9 | 28     |
|                                                       | Partit Socialista (SP)                                | Jan Marijnissen      | 609.723   | 6,3  | 9      |
|                                                       | Llista Pim Fortuyn (LPF)                              | Mat Herben           | 549.975   | 5,7  | 8      |
|                                                       | Esquerra Verda (GL)                                   | Femke Halsema        | 495.802   | 5,1  | 8      |
|                                                       | Demòcrates 66 (D66)                                   | Thom de Graaf        | 393.333   | 4,1  | 6      |
|                                                       | Unió Cristiana (CU)                                   | André Rouvoet        | 294.694   | 2,1  | 3      |
|                                                       | Partit Polític Reformat (SGP)                         | Bas van der Vlies    | 150.305   | 1,6  | 2      |
| Total                                                 | Total                                                 | 9.654.475;           |           | 150  | —      |